# Dodge M4S
Dodge M4S (Dodge PPG Turbo Interceptor) — среднемоторный концепт-кар компании Dodge, представленный в 1984 году. Не был запущен в производство из-за высокой стоимости.

## История
Изначально создан в 1981 году как PPG пейс-кар с мотором на основе 2,2-литрового блока Dodge Daytona с 16-клапанной головкой блока цилиндров Cosworth с двумя распредвалами, двумя турбокомпрессорами Garret T-25, системой впрыска Bosch L-Jetronic, агрегатированной с пятиступенчатой МКПП. Кузов с дверями гильотинного типа. Автомобиль имел распределение веса по осям в пропорции 50/50, демонстрировался на 15-дюймовых алюминиевых колёсных дисках BBS. Стоимость производства в 1984 году достигала 1 400 000 долларов.
Было создано 4 автомобиля, один находится в штаб-квартире PPG Industries, один в музее Chrysler (Оберн-Хиллс, Мичиган, США), судьба двух других неизвестна. В 1984 году автомобиль протестирован журналом Road & Track. В результате замеров максимальная скорость составила 313,5 км/ч, скорость прохождения ¼ мили 12,9 с (скорость на финише 167,4 км/ч).
Всего было произведено 6 машин. Два Dodge M4S (Mid-engine 4 cylinder Sport) Turbo Interceptor Concept временно использовались как пэйс-кары в кольцевых гонках, проводимых в США. Один из автомобилей стал экспонатом в автомобильном музее штата Пенсильвания. 4 автомобиля подготовили для фильма «Дух мщения», они были разбиты в процессе съёмок. В отличие от первых прототипов с 4-цилиндровыми двигателями объёмом 2,2 литра от Dodge Daytona, автомобили для съёмок были оснащены обычными V-образными шестицилиндровыми моторами.